# Matt Hardy
Matthew ("Matt") Moore Hardy (Cameron, Carolina del Nord, 23 de setembre de 1974) és un lluitador professional estatunidenc, que treballa per a la World Wrestling Entertainment (WWE) en la marca ECW.
Matt ha estat sis vegades Campió Mundial en parelles i una vegada campió en parelles de la WCW amb el seu germà petit Jeff Hardy amb el grup "The Hardy Boyz", juntament amb un regnat com a campió en parelles de la WWE amb Montel Vontavious Porter (MVP). El seu entrenador és Dory Funk, Jr. i va debutar al 15 d'octubre de 1992.